# Miass
|  | Denne artikel omhandler byen Miass. For floden af samme navn se Miass (flod). |
Miass (russisk: Миа́сс, tr. Miáss) er en by i Tjeljabinsk oblast i Urals føderale distrikt, Den Russiske Føderation. Byen ligger 96 km fra Tjeljabinsk ved floden Miass på østsiden af de sydlige Uralbjerge. Miass har 147.287 (2024) indbyggere.
Miass blev grundlagt i 1773 som en bosætning for en fabrik ved en kobbermine og fik bystatus i 1919. Under 1800-tallet var udviklingen drevet af opdagelsen af de rigeste guldreserver i Ural. Gennemsnitlig årlig udvinding af guld fra Miass-regionen var omkring 640 kg. I midten af 1800-tallet gik gulddriften tilbage og udviklingen af Miass bremsede dermed også op.
I 1941 blev en bilfabrik bygget i Miass, der stadig er i drift som lastbilfabrikken UralAZ, og i dag er Miass' vigtigste virksomhed. Selskabet UralAZ producerer tre-akslers alhjuldriftslastbiler med høj fremkommelighed i terræn og eksporterer 8% af produktionen. UralAZ har 105.000 ansatte.[kilde mangler]
Den ældste del af byen består af 1800-tals træhuse med originale balkoner og døre. Et hus, der tilhørte guldmineadministratoren Simonov, er bevaret.